# وخشور
در عصر کلاسیک، وخشور (بر وزنِ منشور) یا وخشگر یا هاتف یا اوراکل (به انگلیسی: Oracle) کسی یا واسطه‌ای بود که گمان می‌رفت بتواند اندرزها و مشاوره‌های بخردانه بدهد یا پیشگویی و پیش‌بینی و غیب‌گویی کند یا ملهَم از وقایع آینده باشد و به نوعی مورد عنایت خدایان قرار گرفته باشد. همچنین به مکانهایی که این الهامات در آن اتفاق می‌افتد نیز گفته می‌شود.
واژه‌نامهٔ دهخدا در توضیح این واژه می‌نویسد: «پیغمبر و رسول را گویند و به ضم اول هم آمده است.» و شعر زیر را از دقیقی ذکر می‌کند:
| یکی حال از گذشته دی، دگر از نامده فردا همی گویند پنداری که وخشورند یا گُنْدا |  | {{{2}}} |

## توضیحات
کلمه اوراکل از فعل لاتین ōrāre به معنای «گفتن» می‌آید و به کشیش یا کاهنی که پیشگویی را بیان می‌کند اشاره دارد. در استفاده عمومی، اوراکل ممکن است به محل اوراکل یا به خود گفته‌های اوراکلی نیز اشاره داشته باشد که در یونانی khrēsmē 'tresme' (χρησμοί) نامیده می‌شود.
تصور می‌شد که اوراکل‌ها دریچه‌هایی هستند که از طریق آنها خدایان مستقیماً با مردم صحبت می‌کنند. از این نظر، آنها با بینندگان (طالع بین (به انگلیسی: manteis)، μάντεις) که نشانه‌های ارسال شده توسط خدایان را از طریق نشانه‌های پرندگان، احشاء حیوانات و سایر روش‌های مختلف تفسیر می‌کردند، متفاوت بودند.
مهم‌ترین اوراکل‌های یونان باستان عبارت بودند از پیتیا (کاهن آپولون در دلفی) و پیش‌نمایش دیون و زئوس در دودونا در اپیروس. دیگر پیشگاه‌های آپولو در دیدیما و مالوس در ساحل آناتولی، در کورینث و بسی در پلوپونز و در جزایر دلوس و ایجاینا در دریای اژه قرار داشتند.
اوراکل‌های سیبیلی مجموعه‌ای از سخنان فقهی است که در شش متری‌های یونانی نوشته شده‌اند و به سیبیل‌ها منتسب شده‌اند. سبیل‌ها زن‌هایی پیامبر بودند که آیات الهی را در حالت‌های روحانی بیان می‌کردند.

## ریشه‌ها
والتر بورکرت اثرات نوشتاری از «زنان دیوانه واری که خدا از لبانشان سخن می‌گوید» را که در خاور نزدیک مانند ماری در هزاره دوم قبل از میلاد و در آشور در هزاره اول پیش از میلاد ثبت شده است، مشاهده کرد. در مصر، الهه بوتو (چشم ماه) به صورت زنی با یک یا دو سر مار نشان داده می‌شد. پیشگویی او در معبد مشهور شهر بوتو اتفاق افتاد. اوراکل‌های بوتو را می‌توان منبع اوراکل‌های سنتی که از مصر تا یونان گسترش یافت، در نظر گرفت. ایوانز بوتو را به «الهه مار مینوی» نسبت داده است.

## دوران باستان کلاسیک

### پیتیادردلفی
وقتی صندلی پریتانی‌ها در جزیره سیفنوس به رنگ سفید می‌درخشد،

ابروهای همه انجمن سفید می‌کند - پس نیاز به خرد یک بیننده واقعی دارد -

خطر از جانب یک قایق چوبی و یک منادی قرمز رنگ خواهد بود.— پیتیاها در تاریخ‌ها, هرودوت.
پیتیا سخنگوی اوراکل خدای آپولو بود و به اوراکل دلفی نیز معروف بود.
اوراکل دلفی تأثیر قابل توجهی در سراسر فرهنگ یونانی داشت. به‌طور مشخص، این زن اساساً بالاترین مقام از نظر مدنی و مذهبی در یونان باستان تحت سلطه مردان بود. او به سؤالات شهروندان، بیگانگان، پادشاهان و فیلسوفان در مورد مسائل تأثیر سیاسی، جنگ، وظیفه، جنایت، خانواده، قوانین - حتی مسائل شخصی پاسخ می‌داد. کشورهای نیمه هلنی (نیمه یونانی) در اطراف جهان یونانی، مانند لیدیا، کاریا و حتی مصر نیز به او احترام می‌گذاشتند و جهت دریافت دعانویسی به دلفی می‌آمدند.

## سیبیل کومای
کومای اولین مستعمره یونانی در سرزمین اصلی ایتالیا در نزدیکی ناپل بود که قدمت آن به قرن هشتم قبل از میلاد بازمی‌گردد. سیبیلا یا نبی خانم در کومای به دلیل نزدیکی به روم و در اختیار داشتن کتاب‌های سیبلیایی که رومیان در مواقع اضطراری توسط به او مراجعه می‌کردند و مشورت می‌گرفتند و پیش‌گویی‌هایش را رونویسی می‌کردند، مشهور شد. سیبیل کومایی توسط پاوسانیاس و لاکتانتیوس «هروفیل» نامیده شد؛ توسط ویرژیل به «دیفوب، دختر گلوکوس» و توسط دیگران «آمالتیا»، «دموفیل» یا «تاراکساندرا» نامیده می‌شد. پیشگویی‌های سیبیل در میان مسیحیان رایج شد زیرا تصور می‌شد تولد عیسی مسیح را پیش‌بینی می‌کند.